# Лангенфельд, Кристина
Кристина Лангенфельд (нем. Christine Langenfeld; род. 16 августа 1962, Люксембург) — немецкий юрист и педагог, судья Конституционного суда Германии (с 2016).

## Биография
Родилась 16 августа 1962 года в Люксембурге в семье будущего министра-президента Рейнланд-Пфальца Карла-Людвига Вагнера. С 1980 по 1986 год она изучала юриспруденцию в Трирском университете, Университете Бургундии и Майнцском университете. 
После окончания обучения она работала научным сотрудником в области публичного и европейского права в Майнцском университете, а в 1991 году сдала свой второй государственный экзамен. В 2016 году она была назначена судьёй Конституционного суда Германии на двенадцатилетний срок.

## Личная жизнь
Лангенфельд замужем за Харальдом Лангенфельдом, с которым у неё есть дочь. Семья проживает в Лейпциге.